# 특정외래품판매금지법
특정외래품판매금지법(特定外來品販賣禁止法)은 1961년 5월 10일에 제정된 대한민국의 법이다. 1982년 12월 31일에 폐지되었다.

## 개요
국내산업을 저해하거나 사치성이 있는 특정외래품의 판매를 금지함으로써 국내산업의 보호와 건전한 국민경제의 발전을 기함을 목적으로 한다.

## 판매금지 상품
판매금지 상품은 시행규칙과 시행령 없이 본법의 별표를 통해 규정하였으며 제1종부터 제19종까지 지정하였다. 이 중에서 실제 판매금지품은 국무원령으로 지정하는 것을 말한다.
- 제1종 : 선과 기타 과실류
- 제2종 : 코코아, 음료수, 연초, 주류 기타 기호품
- 제3종 : 미지소(味之素, 아지노모토), 향신료, 기타 조미료
- 제4종 : 과자, 통조림, 어류, 마가링, 기타 식료품
- 제5종 : 직물과 동제품, 포백과 동제품, 나이롱제품, 내의, 헤야？？ 양말, 젖가림, 서스펜더류, 장갑, 레인코오트, 편물지와 동제품 기타 섬유류와 동제품
- 제6종 : 피혁과 동제품
- 제7종 : 도자기, 커피셋트, 유리기구
- 제8종 : 고무 제화류, 위생삭구 기타 고무제품
- 제9종 : 파라핀지, 카아봉지, 라이스페에파, 인듸안지, 등사지 기타 지류
- 제10종 : 귀금속과 동제품
- 제11종 : 알미늄기물, 크립, 유사한 유금, 문창, 가구 등에 사용하는 금구 기타 금속류
- 제12종 : 인쇄용잉크, 광택와 니스, 락카, 이이스트 기타 화공약품
- 제13종 : 촬영용필림, 인화지 등 감광제품
- 제14종 : 뇌하수체후엽홀몽, 비오히보도닝, 후구에모오루, 히코민, 스치부나아루, 비타민, 항생물질제품, 노오싱, 아이후, 이스우루크스, 기응환, 시롱, 사론파스, 가오루 기타 의약품
- 제15종 : 붕대, 반창고, 탈지면 기타 위생재료
- 제16종 : 화장품
- 제17종 : 랭장고, 석유람푸, 자동차와 동부속품, 자전차와 동부속품, 스탠드류, 래듸오, 선풍기, 테레비존, 사진기와 동부속품, 녹음기, 회중전등, 에아콘듸숀아, 축음기와 동부속품, 전구, 세탁기, 소켓트류, 시계와 동 부속품 기타 각종 기계기구와 동부속품 또는 부분품
- 제18종 : 어어틔스트칼러, 오일펜실, 만년필, 수필, 펜촉, 잉크류, 연필 기타 문방구와 사무용품
- 제19종 : 도서화, 레코오드, 작크, 마법병, 빗, 부채, 목거리, 부롯지, 카후스, 단추, 핀류, 비니루제품, 콤팍타, 라이타돌, 라이타, 눈섭붓, 완구,화도료, 비누, 모자, 장신용품, 혁제품, 등제품, 안경과 테, 재낭, 화장갑, 치솔, 유희구, 연초케에스와 계연용구, 바이로린, 첼로, 하아모니카, 아코듸온 기타 악기와 동부속품, 각종단추, 인장용수정각, 상아, 면도, 녹음반, 오락기구, 트렁크, 빽, 다리미, 가구류 기타 전각종에 속하지 아니하는 잡품

## 벌칙
본법의 규정을 위반한 자는 1년 이상 10년 이하의 징역 또는 판매가 금지된 물품에 대한 관세상당액의 2배 이상 10배 이하에 상당하는 벌금에 처하거나 이를 병과할 수 있게 규정하였다. 위반행위자가 판매하는 물품은 몰수하도록 하였으며 위반행위를 한 자가 제1심 판결선고 이전에 특정외래품을 취득한 경위를 자백하고 그 자백이 사실에 부합되는 때에는 그 형을 감면하도록 규정하였다. 판매행위를 방조하거나 그 정을 알고 묵인한 자는 3년이하의 유기징역에 처하도록 규정하였다.